# Bagnell
Pour l’homme politique canadien, voir Larry Bagnell.
La ville américaine de Bagnell est située dans le comté de Miller, dans l’État du Missouri. Lors du recensement de 2010, sa population s’élevait à 93 habitants.
La municipalité s'étend sur 0,60 milles carrés (1,55 km2), dont 0,13 milles carrés (0,34 km2) d'eau.